# Perk Summit
Der Perk Summit ist ein 1750 m hoher Berg im ostantarktischen Viktorialand. In der Asgard Range ist er die höchste Erhebung eines Gebirgskamms zwischen Mount McLennan und Mount Keohane.
Das Advisory Committee on Antarctic Names benannte ihn 1997 nach dem Kanadier Henry Perk, Pilot einer Twin Otter in der Region des McMurdo-Sunds und weiter entfernten Gebieten zur Unterstützung der Aktivitäten im United States Antarctic Program ab 1989.